# حسین سری پاشا
حسین سری پاشا (عربی: حسين سري باشا؛ ۱ ژانویهٔ ۱۸۹۴ – ۱ ژانویهٔ ۱۹۶۰) یک سیاست‌مدار، و دیپلمات اهل مصر بود.
او سه دورهٔ کوتاه نخست‌وزیر مصر بود. ابتدا از سال ۱۹۴۰ تا ۱۹۴۲ در دورانی که مصر وارد جنگ جهانی دوم شده بود و آلمان به شمال آفریقا حمله کرد، نخست‌وزیری مصر را به عهده داشت. بار دوم از ژوئیه ۱۹۴۹ تا ژانویه ۱۹۵۰ نخست‌وزیر شد و آخرین بار هنگام بحران سیاسی مصر پیش از انقلاب ۱۹۵۲ نخست وزیر شد.